# Limie strakatá
Limie strakatá, další české názvy: Halančík pruhovaný, Živorodka pruhovaná, Živorodka strakatá, (latinsky: Limia vittata, slovensky: Molinézia strakatá, anglicky: Cuban limia). Rybu poprvé popsal v roce 1853 francouzský ichtyolog Antoine Alphone Guichenot (31. červenec 1809 – 17. únor 1876).

## Popis
Základní zbarvení samců je stříbřité zbarvení s modravým nádechem a s černým pruhem kolem boků. Na ploutvích jsou malé tmavé flíčky. Byly vyšlechtěny i barevné varianty, ale ty jsou v akváriích pro svou malou životaschopnost chovány výjimečně. Samice jsou méně barevně méně výrazné. Samci dorůstají 5 cm, samice 10 cm. Pohlaví ryb je snadno rozeznatelné: samci mají pohlavní orgán gonopodium, samice klasickou řitní ploutev.

## Biotop
Ryba obývá sladké vody Střední Ameriky, zejména na Kubě a Havaji.

## Chov v akváriu
- Chov ryby: Jedná se o nenáročnou a přizpůsobivou rybu. Doporučuje se její chov v hejnu min. 8 jedinců s převahou samic. Ryba je vhodná i do společenských nádrží s podobně velkými rybami. Samci mají mezi sebou hierarchii, kdy alfa samec odhání slabší jedince.[4]
- Teplota vody: 25–27°C[4]
- Kyselost vody: od 7,0–8,0pH[4]
- Tvrdost vody: 5–20°dGH[4]
- Krmení: Jedná se o všežravou rybu, přijímá tedy umělé vločkové krmivo, mražené krmivo, dává přednost živému krmivu (nítěnky, plankton), a rostlinná potrava, např. řasy.[4]
- Rozmnožování: Březost trvá 25 dní. Samice rodí 20–100 mláďat, která jsou velká 3–5 mm a ihned přijímají běžnou potravu. Po porodu je vhodné samici odlovit, požírá své mladé. Samci dospívají v 5 měsících, samice v 6 měsících. Samice může mít mladé každých 4–6 týdnů.[4]